# Leptotarsus (Phymatopsis) intricatus
Leptotarsus (Phymatopsis) intricatus is een tweevleugelige uit de familie langpootmuggen (Tipulidae). De soort komt voor in het Australaziatisch gebied.